# الطريق الوطني رقم 79A (الجزائر)
الطريق الوطني رقم 79A هو طريق وطني فرعي للطريق الوطني رقم 79 (طريق ميلة ) وهو طريق يربط بين مدينة ميلة بمدينة القرارم قوقة التابعتين لولاية ميلة
أهمية هذا الطريق بربط عاصمة ولاية ميلة بلدية ميلة ودائرة ميلة بالطريق الوطني رقم 27 الذي يمر علي عدد من بلديات ميلة
هذا الطريق يربط مدينة ميلة بولايتي جيجل وقسنطينة وهذا عن طريق ربطها بالطريق الوطني رقم 27